# Lijst van boeken van Ellendige avonturen
Dit is een lijst van alle boeken uit de Ellendige avonturen-serie, die geschreven zijn door Daniel Handler onder zijn pseudoniem Lemony Snicket.
| Deel | Oorspronkelijke titel    | Nederlandse titel      | Voogd(en)                                                 | Vermomming Olaf | Vermomming Baudelaires                                                                   | Soort bibliotheek                                      | Doden | Belangrijkste plaatsen                                                        |
| ---- | ------------------------ | ---------------------- | --------------------------------------------------------- | --------------- | ---------------------------------------------------------------------------------------- | ------------------------------------------------------ | --- | ----------------------------------------------------------------------------- |
| 1    | The Bad Beginning        | Het Bittere Begin      | Graaf Olaf                                                | -               | -                                                                                        | Wetten                                                 | Bertrand en Beatrice Baudelaire                                                                               | Graaf Olafs huis, het strand                                                  |
| 2    | The Reptile Room         | De Slangenserre        | Dr. Montgomery Montgomery                                 | Stefano         | -                                                                                        | met betrekking op reptielen, slangen in het bijzonder. | Gustav Sebald en Oom Monty                                                                                    | Oom Monty's huis                                                              |
| 3    | The Wide Window          | Het Rampzalige Raam    | Tante Jozefien                                            | Kapitein Nep    | -                                                                                        | grammaticaal                                           | Tante Jozefien                                                                                                | Tante Jozefiens huis, Melancholiameer                                         |
| 4    | The Miserable Mill       | De Helse Houtzagerij   | Meneer en Karel                                           | Sonja           | -                                                                                        | amper boeken                                           | Georgina Orwell                                                                                               | Goed Geluk Houtzagerij, Prutseradeel, Dr. Orwells oogvormige huis             |
| 5    | The Austere Academy      | De Krabbige Kostschool | Prutjurk Kostschool, in het bijzonder Onderdirecteur Nero | Coach Genghis   | Niet de Baudelaires vermommen zich, maar de Quadrassen vermommen zich als de Baudelaires | Schoolbibliotheek                                      | - | Prutjurk School                                                               |
| 6    | The Ersatz Elevator      | De Loze Lift           | Jerome en Esmé Zooi                                       | Gunther         | -                                                                                        | boeken over alles wat 'in' is                          | - | Penthouse Duisterdreef 667, Veblenbeurs, Ondergrondse gang                    |
| 7    | The Vile Village         | Het Doodenge Dorp      | Vogel Beschermers Alliantie, in het bijzonder Hector      | Detective Dupin | -                                                                                        | De geheime bibliotheek van Hector                      | Jacques Snicket                                                                                               | Het Vogel Beschermers Alliantie dorp, de Nimmermeerboom, De Super-de-luxe Cel |
| 8    | The Hostile Hospital     | Het Horror Hospitaal   | Hal                                                       | Mattathias      | Claus en Roosje vermommen zich als dokter en verpleegster                                | Archief                                                | Babs, de man die noch op een man noch op een vrouw lijkt, slachtoffers van de brand in het Heimlich Hospitaal | Laatste Kans Bazaar, Heimlich Hospitaal                                       |
| 9    | The Carnivorous Carnival | De Koude Kermis        | Madama Lulu (Olivia)                                      | -               | Hielke, Sietse en Chabo de wolfsbaby                                                     | Archief onder tafel                                    | De kale man, Madame Lulu                                                                                      | Kaligari Kermis, Het achterland                                               |
| 10   | The Slippery Slope       | Het Grimmige Gebergte  | Bruce en de sneeuwscouts                                  | -               | Sneeuwscouts                                                                             | VBA                                                    | - | Het Greshoff Gebergte, Vallei van de Bruine Aarde, Mt. Fraught                |
| 11   | The Grim Grotto          | De Gruwelgrot          | Kapitein Tegendraads en Fiona                             | -               | -                                                                                        | met betrekking op paddenstoelen                        | - | De Queequeg                                                                   |
| 12   | The Penultimate Peril    | Voorlaatste Risico     | De broers Denouement                                      | -               | Concierges                                                                               | catalogus                                              | slachtoffers van de brand in Hotel Denouement (Esmé Zooi? Carmelita Pets?) en Dewey Denouement                | Briny Beach, Hotel Denouement                                                 |
| 13   | The End                  | Het Einde              | Ishmael en de eilandbewoners                              | Als Kit Snicket | -                                                                                        | in het arboretum                                       | Kit Snicket, Graaf Olaf, enkele eilandbewoners                                                                | The Castaway Island                                                           |